# منزل غراب (السدة)

تعديل مصدري - تعديل

منزل غراب هي إحدى قرى عزلة التويتي بمديرية السدة التابعة لمحافظة إب، بلغ تعداد سكانها 617 نسمة حسب تعداد اليمن لعام 2004.